# Dasylirion graminifolium
Dasylirion graminifolium ist eine Pflanzenart der Gattung Dasylirion in der Familie der Spargelgewächse (Asparagaceae). Ein englischer Trivialname ist „Zuccarini´s Sotol“.

## Beschreibung
Dasylirion graminifolium ist stammbildend mit einer Wuchshöhe bis 0,8 m. Die variablen, grünen, glatten, gezahnten Laubblätter sind 90 bis 120 cm lang und 12 bis 14 mm breit. Die Spitzen sind faserig.
Der rispige Blütenstand wird 2,2 bis 2,8 m hoch. Die Blüten sind weiß bis cremefarben. Die Blühperiode reicht von Mai bis Juni.
Die bei Reife papierartigen, elliptischen Kapselfrüchte sind 8 mm lang und 6 mm breit. Die braunen eiförmigen bis länglichen Samen sind 3 bis 4 mm lang und 2 bis 3 mm im Durchmesser.
Dasylirion graminifolium ist frosthart bis minus 5 °C.

## Verbreitung und Systematik
Dasylirion graminifolium ist in Mexiko in einem schmalen, begrenzten Gebiet in der Umgebung von San Luis Potosí verbreitet und wächst vergesellschaftet mit Nolina humilis.
Die Erstbeschreibung erfolgte 1838 durch Joseph Gerhard Zuccarini. Ein Synonym ist Yucca graminifolia (Zucc.) Zucc..
Dasylirion graminifolium ist ein Mitglied der Sektion Dasylirion. Obwohl eine der zuerst beschriebenen Arten der Gattung ist sie selten und wächst nur in einem begrenzten Gebiet von San Luis Potosí. Sie ähnelt der im Norden der USA vorkommenden Art Dasylirion texanum. Es sind jedoch deutliche Unterschiede in der Blattstruktur erkennbar. Im Botanischen Garten Hanbury können eindrucksvolle Exemplare besichtigt werden.

## Bilder

Blütenstand

## Nachweise